# Asteroporpa australiensis
Asteroporpa australiensis is een slangster uit de familie Gorgonocephalidae.
De wetenschappelijke naam van de soort werd in 1909 gepubliceerd door Hubert Lyman Clark.